# Боривоје Ковач
Боривоје Ковач (Грмљани, 24. август 1940) је генерал мајор Војске југославије.

## Биографија
Гимназију је завршио 1959. у Мостару, Ваздухопловну војну академију 1962. у Задру, Више радио-техничко училиште ПВО 1972. у СССР-у, а Школу народне одбране 1984. године. Службовао је у гарнизонима Бања Лука, Смедерево и Београд. Службу је завршио као начелник Кабинета савезног министра одбране СРЈ. У чин генерал-мајора унапријеђен је 16. јуна 1996. Пензионисан је 6. априла 1999. У ЈНА је одликован Орденом за војне заслуге са сребрним мачевима, Орденом народне армије са сребрном звијездом, Орденом за војне заслуге са златним мачевима, Орденом народне армије са златном звијездом и Орденом рада са златним вијенцем.